# Хамварде
Хамварде (њем. Hamwarde) општина је у њемачкој савезној држави Шлезвиг-Холштајн. Једно је од 131 општинског средишта округа Херцогтум Лауенбург. Према процјени из 2010. у општини је живјело 780 становника. Посједује регионалну шифру (AGS) 1053050.

## Географски и демографски подаци
Хамварде се налази у савезној држави Шлезвиг-Холштајн у округу Херцогтум Лауенбург. Општина се налази на надморској висини од 49 метара. Површина општине износи 6,7 km². У самом мјесту је, према процјени из 2010. године, живјело 780 становника. Просјечна густина становништва износи 117 становника/km².

## Међународна сарадња
| Мјесто          | Држава               | Врста сарадње | Од    |
| --------------- | -------------------- | ------------- | ----- |
| Кулдига         | Летонија             | партнерство   | 2003. |
| Хогзанд-Сапемер | Холандија            | партнерство   | 2000. |
| Олдхајм         | Уједињено Краљевство | партнерство   | 2000. |
| Чадертон        | Уједињено Краљевство | партнерство   | 2000. |
|                 | Француска            | партнерство   | 2000. |
| Извор           |                      |               |       |